# Börje Hårdefelt
Stig Börje  Hårdefelt, född den 4 januari 1926 i Stockholm, död den 5 december 2013 i Österhaninge församling, var en svensk ämbetsman.
Hårdefelt blev efter att ha avlagt juris kandidatexamen fiskal i Svea hovrätt 1958. Han var sekreterare vid Svenska stadsförbundet 1958–1959 och tingssekreterare 1960–1963. Hårdefelt blev assessor i Svea hovrätt 1965 och hovrättsråd där 1976. Samtidigt tjänstgjorde han som sakkunnig i Civildepartementet 1966–1969 och i Finansdepartementet från 1969 till dess att han blev rättschef där 1972. Hårdefelt övergick vid departementets delning till Budgetdepartementet 1976. Han var generaldirektör och chef för Statens arbetsmarknadsnämnd 1979–1990. Hårdefelt var därutöver ledamot av olika statliga utredningar. Han var ledamot av Arbetsdomstolen 1974–1980 och 1983–1984. Hårdefelt är begravd på Bromma kyrkogård.